# Gabrielle Miller

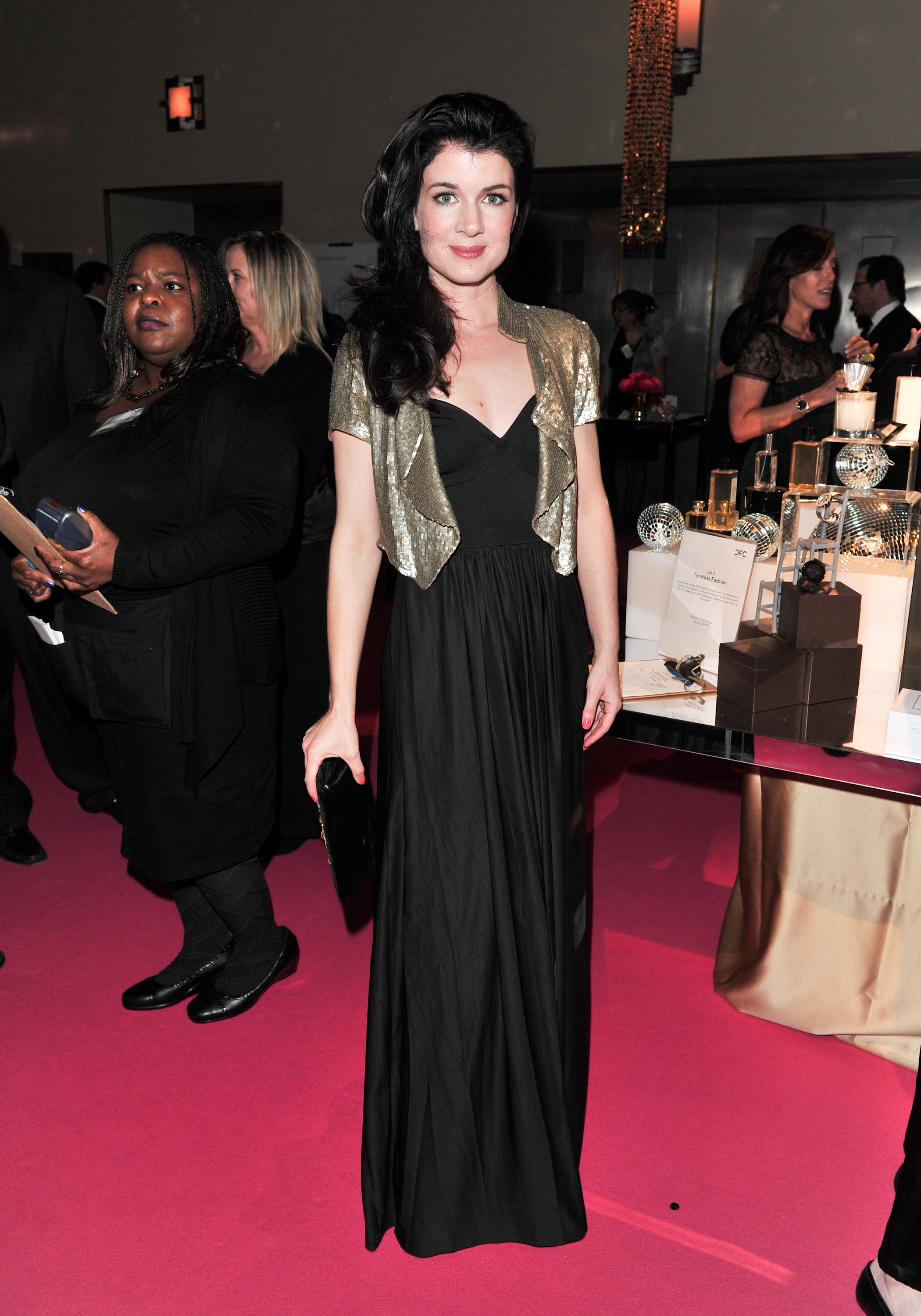
Gabrielle Miller in Toronto (2012)

Gabrielle Sunshine Miller (* 9. November 1973 in Vancouver, British Columbia) ist eine kanadische Schauspielerin.

## Karriere
Miller hatte Rollen in zahlreichen Fernsehserien wie zum Beispiel Highlander, Sliders, Akte X, Viper, Outer Limits – Die unbekannte Dimension, Cold Case oder Navy CIS. Im Actionfilm Silencer – Lautlose Killer (2000) spielte sie – neben Michael Dudikoff – die Rolle der Jill Martin. Im Fernsehdrama Video Voyeur – Verbotene Blicke (2001) spielte sie – neben Angie Harmon – die Rolle der Tisha Salomon. Im Comedy-Streifen Love and Other Dilemmas (2006) spielte sie – neben Erin Karpluk – die Rolle der Ginger Shapiro. Im Fernsehfilm Weihnachten in Handschellen (2007) spielte sie die Rolle der Jessica. 2011 spielte sie – neben Amanda Crew und Camille Sullivan – im Comedy-Film Sisters & Brothers die Rolle der Louise.

## Filmografie (Auswahl)
- 1993: Das jüngste Gericht – John Lists Story (Judgment Day: The John List Story, Fernsehfilm)
- 1993: For the Love of My Child: The Anissa Ayala Story (Fernsehfilm)
- 1993: Wie ein Vogel im Wind (Digger)
- 1993–1994: Highlander (Fernsehserie, 2 Episoden)
- 1994: Neon Rider (Fernsehserie, 1 Episode)
- 1994: Das Haus des Anderen (Jane’s House, Fernsehfilm)
- 1994: Moment of Truth: To Walk Again (Fernsehfilm)
- 1994: Spurlos verschwunden – Wo ist meine Schwester? (The Disappearance of Vonnie, Fernsehfilm)
- 1994: M.A.N.T.I.S. (Fernsehserie, 1 Episode)
- 1995: Madison (Fernsehserie, 1 Episode)
- 1995: The Other Mother: A Moment of Truth Movie (Fernsehfilm)
- 1995: Sliders – Das Tor in eine fremde Dimension (Sliders, Fernsehserie, 1 Episode)
- 1995–1996: Akte X – Die unheimlichen Fälle des FBI (The X Files, Fernsehserie, 2 Episoden)
- 1996: Starlight
- 1996: Amoklauf aus Eifersucht (Mother, May I Sleep with Danger?, Fernsehfilm)
- 1996–2002: Outer Limits – Die unbekannte Dimension (The Outer Limits, Fernsehserie, vier Folgen)
- 1997: Der Sentinel – Im Auge des Jägers (The Sentinel, Fernsehserie, 1 Episode)
- 1997: Sprung ins Ungewisse (Breaking the Surface: The Greg Louganis Story, Fernsehfilm)
- 1997: Dead Man’s Gun (Fernsehfilm)
- 1997: Stargate – Kommando SG-1 (Stargate – SG-1, Fernsehserie, 1 Episode)
- 1997: Der Advokat des Teufels (The Advocate’s Devil, Fernsehfilm)
- 1998: Chaos auf vier Pfoten (In the Doghouse, Fernsehfilm)
- 1998: Viper (Fernsehserie, 1 Episode)
- 1998: Die Schreckensfahrt der Orion Star (Voyage of Terror, Fernsehfilm)
- 1998: Poltergeist – Die unheimliche Macht (Poltergeist: The Legacy, Fernsehserie, 1 Episode)
- 1998: Floating Away (Fernsehfilm)
- 1998: Rupert’s Land
- 1998: Welcome to Paradox (Fernsehserie, 1 Episode)
- 1999: Da Vinci’s Inquest (Fernsehserie, 2 Episoden)
- 1999: Das Netz – Todesfalle Internet (The Net, Fernsehserie, 1 Episode)
- 1999: Tödlicher Countdown (As Time Runs Out, Fernsehfilm)
- 1999: First Wave – Die Prophezeiung (First Wave, Fernsehserie, 1 Episode)
- 2000: The Inspectors – Zerrissene Beweise (The Inspectors 2: A Shred of Evidence, Fernsehfilm)
- 2000: Silencer – Lautlose Killer (The Silencer)
- 2000: Marine Life
- 2001: Anatomy of a Hate Crime (Fernsehfilm)
- 2001: Immortal – Der Unsterbliche (The Immortal, Fernsehserie, 1 Episode)
- 2001: UC: Undercover (Fernsehserie, 2 Episoden)
- 2002: Video Voyeur – Verbotene Blicke (Video Voyeur: The Susan Wilson Story, Fernsehfilm)
- 2002: Due East (Fernsehfilm)
- 2002: Jeremiah – Krieger des Donners (Jeremiah, Fernsehserie, 1 Episode)
- 2002: Das Geheimnis von Pasadena (Pasadena, Fernsehserie, 5 Episoden)
- 2002: Twilight Zone (The Twilight Zone, Fernsehserie, 1 Episode)
- 2003: Just Cause (Fernsehserie, 1 Episode)
- 2003: Jake 2.0 (Fernsehserie, 1 Episode)
- 2003–2004: Alienated (Fernsehserie, 8 Episoden)
- 2004: Frasier (Fernsehserie, 1 Episode)
- 2004: The Collector (Fernsehserie, 1 Episode)
- 2004–2009: Corner Gas (Fernsehserie, 107 Episoden)
- 2005–2008: Robson Arms (Fernsehserie, 19 Episoden)
- 2006: One Dead Indian (Fernsehfilm)
- 2006: Love and Other Dilemmas
- 2007: Intelligence (Fernsehserie, 1 Episode)
- 2007: Elijah (Fernsehfilm)
- 2007: Die Geheimnisse von Whistler (Whistler, Fernsehserie, 1 Episode)
- 2007: Weihnachten in Handschellen (Holiday in Handcuffs, Fernsehfilm)
- 2010: Cold Case – Kein Opfer ist je vergessen (Cold Case, Fernsehserie, 1 Episode)
- 2010: Navy CIS (NCIS, Fernsehserie, 1 Episode)
- 2011: Sisters & Brothers
- 2011: Trading Christmas (Fernsehfilm)
- 2012: Moving Day
- 2015: Haven (Fernsehserie, 2 Episoden)
- 2018: Once Upon a Time – Es war einmal … (Once upon a Time, Fernsehserie, 1 Episode)
- 2018: Rabbit
- 2021: Trigger Me
- 2023: Gwen Shamblin – Starving for Salvation (Fernsehfilm)
- 2023: Carrot Cake Murder – A Hannah Swensen Mystery (Fernsehfilm)
- 2024: Are We Done Now?